# Molophilus subvinnulus
Molophilus subvinnulus är en tvåvingeart som beskrevs av Alexander 1973. Molophilus subvinnulus ingår i släktet Molophilus och familjen småharkrankar. Inga underarter finns listade i Catalogue of Life.